# Eriothrix (plant)
Eriothrix is een geslacht uit de composietenfamilie (Asteraceae). De soorten uit het geslacht komen voor op het eiland Réunion.

## Soorten
- Eriothrix commersonii Cadet
- Eriothrix lycopodioides DC.